# 丸進工業
株式会社丸進工業は、愛知県名古屋市中区に本社を置く日本の総合印刷会社。ミウラ折りの愛知県販売特約代理店である。

## 沿革
- 1958年： 有限会社丸進工業を兵庫県姫路市に設立（資本金100万円）青写真焼付及び付帯業務を開始、名古屋出張所を開設
- 1968年： 名古屋出張所を発展的に解消し、社名を株式会社丸進工業として設立、一切の業務を引き継ぐ（資本金500万円）
- 1973年： 資本金を1,200万円に増資
- 1976年： 資本金を1,440万円に増資
- 1977年： 株式会社丸進工業東海出張所を設立
- 1993年： 東海出張所を東海事業所に名称変更
- 2008年： 資本金を3,470万円に増資、現在に至る